# Paul Gordan
Paul Albert Gordan (Breslavia, 1837 – Erlangen, 1912) è stato un matematico tedesco.
Da lui e da Alfred Clebsch prendono nome i coefficienti di Clebsch-Gordan. Docente all'università di Erlangen dal 1875, nel 1868 formulò quello che sarebbe in seguito divenuto il Teorema della base di Hilbert.